# Festival da Canção 1976
Das 13. Festival da Canção (portugiesisch XIII Grande Prémio TV da Cançao 1976) fand am 22. Februar 1976 im Estúdio 1 da RTP in Lissabon statt. Es diente als portugiesischer Vorentscheid für den Eurovision Song Contest 1976.
Moderatoren der Sendung waren Vitorino de Almeida, Ana Zanatti und Eládio Clímaco.
Der veranstaltende Fernsehsender Rádio e Televisão de Portugal (RTP) hatte entschieden, den populären Fado-Sänger Carlos do Carmo als Vertreter zu entsenden und schickte daher nur ihn ins Rennen. Zu Auswahl standen acht von ihm gesungene Titel.
Als Sieger ging der Titel Uma flor de verde pinho (portugiesisch für: Eine Blume aus grünem Kiefernholz) hervor. Beim Eurovision Song Contest in Den Haag erhielt er 24 Punkte und belegte am Ende den 12. Platz.

## Teilnehmer
| Startnr. | Interpret       | Lied                        | Musik und Text                                   | Rang | Ergebnis |
| -------- | --------------- | --------------------------- | ------------------------------------------------ | ---- | -------- |
| 1        | Carlos do Carmo | Onde é que tu moras         | M: Paulo de Carvalho, T: Joaquim Pessoa          | 7.   | 4,70 %   |
| 2        | Carlos do Carmo | Estrela da tarde            | M: Fernando Tordo, T: José Carlos Ary dos Santos | 6.   | 9,29 %   |
| 3        | Carlos do Carmo | Os lobos e ninguém          | M/T: José Luís Tinoco                            | 5.   | 9,84 %   |
| 4        | Carlos do Carmo | Novo fado alegre            | M: Fernando Tordo, T: José Carlos Ary dos Santos | 2.   | 23,97 %  |
| 5        | Carlos do Carmo | No teu poema                | M/T: José Luís Tinoco                            | 3.   | 13,24 %  |
| 6        | Carlos do Carmo | Maria-criada, Maria-senhora | M/T: Tozé Brito                                  | 8.   | 3,58 %   |
| 7        | Carlos do Carmo | Cantiga de Maio             | M: Carlos Mendes, T: Joaquim Pessoa              | 4.   | 10,13 %  |
| 8        | Carlos do Carmo | Uma flor de verde pinho     | M: José Niza, T: Manuel Alegre                   | 1.   | 25,25 %  |